# Edgar Stillman Kelley
Edgar Stillman Kelley (Sparta, 14 d'abril de 1857 - Oxford, Estats Units, 12 de novembre de 1944) fou un compositor i director d'orquestra estatunidenc. Estudià en el seu país i després a Stuttgart, i de retorn a Amèrica fou organista i crític musical a San Francisco i Oakland; el 1901 aconseguí la càtedra de teoria musical en la Universitat Yale de 1902 a 1910 residí a Berlín com a professor i director d'orquestra i més tard fou director del Conservatori de Cincinnati. Les seves obres principals, són Música d'escena i cors per a Macbeth, Ben Hur i Prometeu, Israel, cantata per a 1 veu i orquestra, Epitalami, per a tenor, cor d'homes i orquestra, Un Quartet, per a piano i instruments d'arc, Un Quintet, per a piano i instruments d'arc, Aladí, suite per a orquestra sobre motius xinesos, Les simfonies Gulliver i New England, Alice in Wonderland i Pilgrim's Progress, suites, per a orquestra, Puritania, òpera, així com cors, melodies vocals i peces per a piano. A més se li deu, l'obra crítica Chopin the Composer.